# Joshua Fit the Battle of Jericho
Pour les articles homonymes, voir Joshua et Bataille de Jéricho.
Clip vidéo
[vidéo] « Mahalia Jackson - Joshua Fit the Battle of Jericho (1961) », sur YouTube
[vidéo] « Sidney Bechet - Joshua Fit De Battle of Jericho (1949) », sur YouTube
[vidéo] « Elvis Presley - Joshua Fit The Battle of Jericho (1960) », sur YouTube
Joshua ou Joshua Fit the Battle of Jericho (Josué a combattu à la bataille de Jéricho, en anglais) est un standard de jazz spiritual américain, attribué à Jay Roberts, enregistré pour la première fois en 1922 par le Fisk Jubilee Singers (en) chez Paramount Records. Il est repris entre autres par Sidney Bechet,  (1949), ou Mahalia Jackson, (1961), un de leurs plus importants succès international.

## Histoire

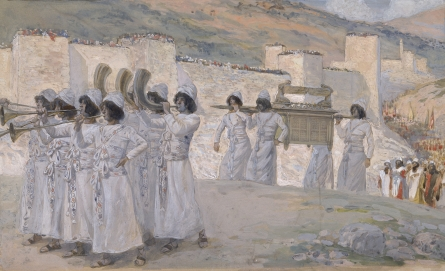
La bataille de Jéricho, de la religion abrahamique.

Cette chanson est composée au XIXe siècle, aux États-Unis, sur le thème biblique spiritual de la conquête de la ville de Jéricho du pays de Canaan (en actuelle Palestine) par Josué (un des chefs des tribus d'Israël, disciple de Moïse) victorieux de la bataille de Jéricho (du livre de Josué de la Bible hébraïque de la religion abrahamique des Religions du Livre) « Josué a combattu la bataille de Jéricho, Jéricho, Jéricho, Josué a combattu la bataille de Jéricho, et les murs se sont effondrés... ».  
Elle fait suite à la chanson spiritual Go Down Moses (Let My People Go) (descends Moïse, laisse aller mon peuple), entre autres de Louis Armstrong, sur le thème de l'Exode hors d'Égypte des tribus d'Israël, du livre de l'Exode, également de la religion abrahamique.

## Reprises et adaptations
Ce standard de jazz spiritual est repris avec succès par de nombreux interprètes, dont en particulier Sidney Bechet (1949), le Golden Gate Quartet (1950), Elvis Presley (1960), Mahalia Jackson (1961), Bing Crosby (1961), Nicoletta (1996) ou Chimène Badi (2011)...